# Leichtathletik-Weltmeisterschaften 1983/5000 m der Männer

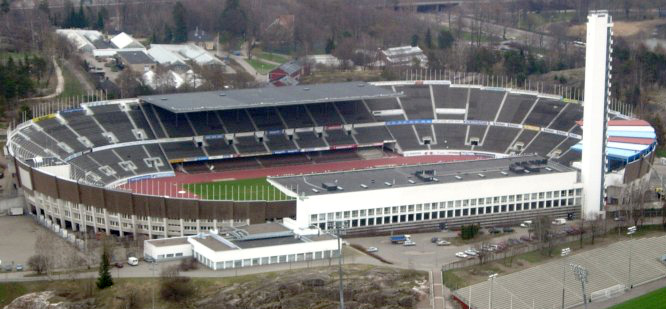
Das Olympiastadion in Helsinki

Der 5000-Meter-Lauf der Männer bei den Leichtathletik-Weltmeisterschaften 1983 fand am 10., 12. und 14. August 1983 in Helsinki, Finnland, statt.
36 Athleten aus 28 Ländern nahmen an dem Wettbewerb teil. Die Goldmedaille gewann Eamonn Coghlan nach 13:28,53 min, Silber ging an den EM-Zweiten von 1982 über 5000 und 10.000 Meter Werner Schildhauer mit 13:30,20 min, der hier fünf Tage über 10.000 Meter zuvor ebenfalls Silber gewonnen hatte. Die Bronzemedaille sicherte sich Martti Vainio mit 13:30,34 min. Vainio war über 10.000 Meter 1978 Europameister und 1982 EM-Dritter geworden.

## Rekorde
Vor dem Wettbewerb galten folgende Rekorde:
| Weltrekord               | David Moorcroft                                                             | 13:00,41 min                                                                | Bislett Games, Oslo, Norwegen                                               | 7. Juli 1982                                                                |
| Weltmeisterschaftsrekord | Es gab noch keine WM-Rekorde, die Veranstaltung wurde erstmals ausgetragen. | Es gab noch keine WM-Rekorde, die Veranstaltung wurde erstmals ausgetragen. | Es gab noch keine WM-Rekorde, die Veranstaltung wurde erstmals ausgetragen. | Es gab noch keine WM-Rekorde, die Veranstaltung wurde erstmals ausgetragen. |

Der WM-Rekord wurde nach und nach auf zuletzt 13:28,53 min gesteigert (Eamonn Coghlan, Irland im Finale am 9. August 1983).

## Vorläufe
10. August 1983
Aus den drei Vorläufen qualifizierten sich die jeweils acht Ersten jedes Laufes – hellblau unterlegt – und zusätzlich die sechs Zeitschnellsten – hellgrün unterlegt – für das Halbfinale.

### Lauf 1
| Platz | Athlet               | Land                   | Zeit (min)  |
| ----- | -------------------- | ---------------------- | ----------- |
| 1     | Markus Ryffel        | Schweiz                | 13:43,36 CR |
| 2     | Wodajo Bulti         | Äthiopien              | 13:43,53    |
| 3     | Eamonn Martin        | Vereinigtes Königreich | 13:43,57    |
| 4     | Thomas Wessinghage   | BR Deutschland         | 13:43,66    |
| 5     | Anatoliy Krokhmalyuk | Sowjetunion            | 13:43,78    |
| 6     | Salvatore Antibo     | Italien                | 13:44,05    |
| 7     | Charles Cheruiyot    | Kenia                  | 13:44,43    |
| 8     | Doug Padilla         | Vereinigte Staaten     | 13:44,71    |
| 9     | Philippos Philippou  | Griechenland           | 13:45,24    |
| 10    | Abderrazak Bounour   | Algerien               | 13:57,93    |
| 11    | Justin Gloden        | Luxemburg              | 14:26,02    |
| 12    | Mohamed Bakheet      | Palästina              | 14:52,26    |
| 13    | Ramón López          | Paraguay               | 15:10,29    |

### Lauf 2
| Platz | Athlet               | Land                    | Zeit (min) |
| ----- | -------------------- | ----------------------- | ---------- |
| 1     | Paul Kipkoech        | Kenia                   | 14:18,73   |
| 2     | Féthi Baccouche      | Tunesien                | 14:23,79   |
| 3     | Julian Goater        | Vereinigtes Königreich  | 14:23,93   |
| 4     | António Leitão       | Portugal                | 14:28,63   |
| 5     | Dmitri Dmitrijew     | Sowjetunion             | 14:37,75   |
| 6     | Ronald Lanzoni       | Costa Rica              | 14:49,20   |
| 7     | Werner Schildhauer   | DDR                     | 14:49,22   |
| 8     | Jim Hill             | Vereinigte Staaten      | 14:58,21   |
| 9     | Antoine Nivyobizi    | Burundi                 | 15:14,60   |
| 10    | José Jaime Hernández | El Salvador             | 15:29,86   |
| 11    | Alden Morris         | Turks- und Caicosinseln | 18:06,35   |
|       | Christoph Herle      | BR Deutschland          | DNS        |
|       | Mohamed Kedir        | Äthiopien               | DNS        |

### Lauf 3
| Platz | Athlet              | Land                   | Zeit (min) |
| ----- | ------------------- | ---------------------- | ---------- |
| 1     | Waleri Abramow      | Sowjetunion            | 14:12,61   |
| 2     | Seyoum Nigatu       | Äthiopien              | 14:13,22   |
| 3     | Dietmar Millonig    | Österreich             | 14:13,65   |
| 4     | Eamonn Coghlan      | Irland                 | 14:13,80   |
| 5     | David Clarke        | Vereinigtes Königreich | 14:13,97   |
| 6     | Jorge García        | Spanien                | 14:14,57   |
| 7     | Paul Williams       | Kanada                 | 14:15,10   |
| 8     | Jim Spivey          | Vereinigte Staaten     | 14:15,70   |
| 9     | Ricardo Vera        | Uruguay                | 14:17,26   |
| 10    | Kenji Ide           | Japan                  | 14:18,34   |
| 11    | Martti Vainio       | Finnland               | 14:18,74   |
| 12    | Masini Situ-Kubanza | Zaire                  | 15:02,26   |
|       | Hansjörg Kunze      | DDR                    | DNS        |

## Halbfinale
12. August 1983
Aus den zwei Halbfinalläufen qualifizierten sich die jeweils fünf Ersten jedes Laufes – hellblau unterlegt – und zusätzlich die fünf Zeitschnellsten – hellgrün unterlegt – für das Finale.

### Lauf 1
| Platz | Athlet               | Land                   | Zeit (min)  |
| ----- | -------------------- | ---------------------- | ----------- |
| 1     | Markus Ryffel        | Schweiz                | 13:32,34 CR |
| 2     | Thomas Wessinghage   | BR Deutschland         | 13:32,37    |
| 3     | Werner Schildhauer   | DDR                    | 13:32,49    |
| 4     | Dietmar Millonig     | Österreich             | 13:32,86    |
| 5     | Doug Padilla         | Vereinigte Staaten     | 13:32,90    |
| 6     | Paul Kipkoech        | Kenia                  | 13:33,33    |
| 7     | Julian Goater        | Vereinigtes Königreich | 13:36,21    |
| 8     | Anatoliy Krokhmalyuk | Sowjetunion            | 13:37,24    |
| 9     | Philippos Philippou  | Griechenland           | 13:40,81    |
| 10    | Paul Williams        | Kanada                 | 13:50,30    |
| 11    | David Clarke         | Vereinigtes Königreich | 13:58,37    |
| 12    | Seyoum Nigatu        | Äthiopien              | 14:02,23    |
| 13    | Kenji Ide            | Japan                  | 14:04,94    |
| 14    | Justin Gloden        | Luxemburg              | 14:04,94    |
| 15    | Ronald Lanzoni       | Costa Rica             | 14:47,30    |

### Lauf 2
| Platz | Athlet             | Land                   | Zeit (min)  |
| ----- | ------------------ | ---------------------- | ----------- |
| 1     | Dmitri Dmitrijew   | Sowjetunion            | 13:31,40 CR |
| 2     | Eamonn Coghlan     | Irland                 | 13:31,66    |
| 3     | António Leitão     | Portugal               | 13:32,33    |
| 4     | Wodajo Bulti       | Äthiopien              | 13:33,03    |
| 5     | Salvatore Antibo   | Italien                | 13:33,12    |
| 6     | Waleri Abramow     | Sowjetunion            | 13:33,37    |
| 7     | Martti Vainio      | Finnland               | 13:34,18    |
| 8     | Jim Hill           | Vereinigte Staaten     | 13:38,56    |
| 9     | Jim Spivey         | Vereinigte Staaten     | 13:43,17    |
| 10    | Jorge García       | Spanien                | 13:46,36    |
| 11    | Eamonn Martin      | Vereinigtes Königreich | 13:48,60    |
| 12    | Charles Cheruiyot  | Kenia                  | 13:52,61    |
| 13    | Abderrazak Bounour | Algerien               | 14:00,78    |
| 14    | Féthi Baccouche    | Tunesien               | 14:19,64    |
| 15    | Ricardo Vera       | Uruguay                | 14:20,20    |

## Finale

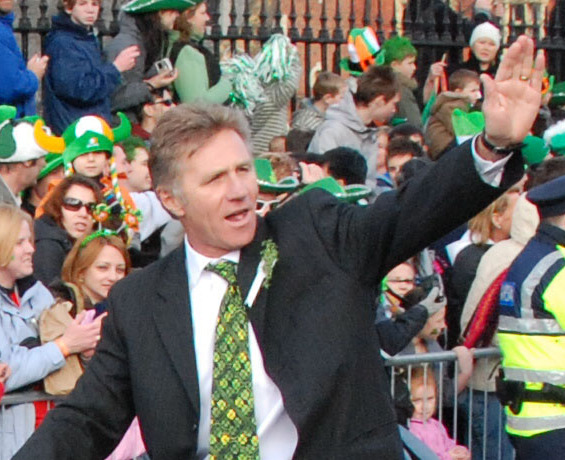
Weltmeister Eamonn Coghlan (hier im Jahr 2008)

14. August 1983
| Platz | Athlet               | Land                   | Zeit (min)  |
| ----- | -------------------- | ---------------------- | ----------- |
|       | Eamonn Coghlan       | Irland                 | 13:28,53 CR |
|       | Werner Schildhauer   | DDR                    | 13:30,20    |
|       | Martti Vainio        | Finnland               | 13:30,34    |
| 4     | Dmitri Dmitrijew     | Sowjetunion            | 13:30,38    |
| 5     | Doug Padilla         | Vereinigte Staaten     | 13:32,08    |
| 6     | Thomas Wessinghage   | BR Deutschland         | 13:32,46    |
| 7     | Wodajo Bulti         | Äthiopien              | 13:34,03    |
| 8     | Dietmar Millonig     | Österreich             | 13:36,08    |
| 9     | Paul Kipkoech        | Kenia                  | 13:37,44    |
| 10    | António Leitão       | Portugal               | 13:38,55    |
| 11    | Waleri Abramow       | Sowjetunion            | 13:39,80    |
| 12    | Markus Ryffel        | Schweiz                | 13:39,98    |
| 13    | Salvatore Antibo     | Italien                | 13:40,76    |
| 14    | Julian Goater        | Vereinigtes Königreich | 13:48,13    |
| 15    | Anatoliy Krokhmalyuk | Sowjetunion            | 14:00,27    |

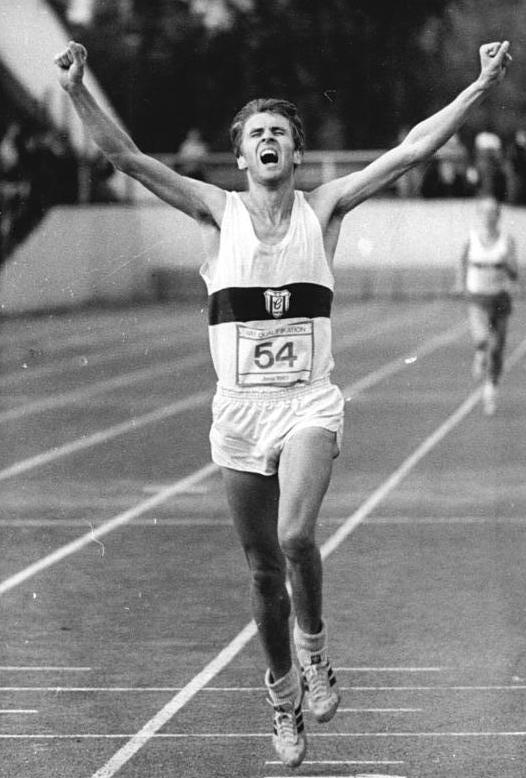
Werner Schildhauer (im Jahr 1983) errang wie bei den Europameisterschaften im Jahr zuvor die Silbermedaille
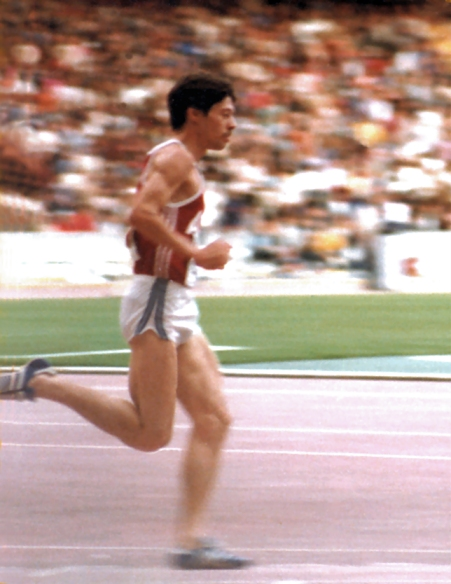
Der amtierende Europameister Thomas Wessinghage belegte Rang sechs

## Video
- Eamonn Coghlan - World Athletics Championship 5000m Gold, Helsinki 1983 auf youtube.com, abgerufen am 28. März 2020